# Campus Pontevedra
Campus Pontevedra är ett universitetscampus som ingår i det galiciska universitetssystemet i den spanska staden Pontevedra.
Det är beroende av Vigos universitet och erbjuder grundutbildningar och forskarutbildningar inom samhällsvetenskap, hälsovetenskap, konst och design, teknik och sport.
År 2023 var 4215 studenter inskrivna vid campus i Pontevedra.

## Centrum och infrastruktur
Fem fakulteter är belägna på campus A Xunqueira. Tre andra ligger i stadens centrum. Universitetet i Pontevedra har ett centralt bibliotek, cafeterior, en universitetsidrottshall, ett daghem, grönområden och ett vicerektorat i gamla stan, i Casa de las Campanas. CREA:s campus ligger på Calle Benito Corbal 47.
Från järnvägsstationen Pontevedra-Universidad går det tåg till campus A Xunqueira.